# Korisánszky Dávid
Korisánszky Dávid György (Budapest, 1993. július 10. –) világbajnoki bronzérmes magyar kenus.

## Pályafutása
Testvére Korisánszky Péter kenus. A 2011-es síkvízi kajak-kenu világbajnokságon kenu egyes 500 méteren a nyolcadik helyen végzett. A 2013-as duisburgi vb-n C4 1000 méteren bronzérmes lett (Korisánszky Péter, Varga Dávid, Vass András), 200 méter váltóban pedig a hetedik helyen végzett (Foltán László, Vass András, Varga Dávid). Egy évvel később a világbajnokságon 200 méter váltóban a bronzérmet szerezte meg (Hajdu Jonatán, Lantos Ádám, Nagy Péter). A 2015-ös gyorsasági kajak-kenu világbajnokságon kenu egyes 500 méteren a hetedik helyen végzett.

## Díjak, kitüntetések
- Junior Prima díj (2011)[1]